# Brian Wickens
Brian Wickens, född 8 januari 1947 i Auckland, Nya Zeeland, är en nyzeeländsk wrestlingbrottare.